# Kuvetjärnen (Silbodals socken, Värmland, 658789-128790)
Kuvetjärnen är en sjö i Årjängs kommun i Värmland och ingår i Göta älvs huvudavrinningsområde.